# Úročník bolhoj
Úročník bolhoj (Anthyllis vulneraria) je silně aromatická bylina, vysoká 5 – 40 cm. Lodyha je jednoduchá, častěji rozvětvená. Jeho listy jsou lichozpeřené, konečný list je větší než ostatní. Květ má žlutou barvu. Kvete od května do července.

## Výskyt

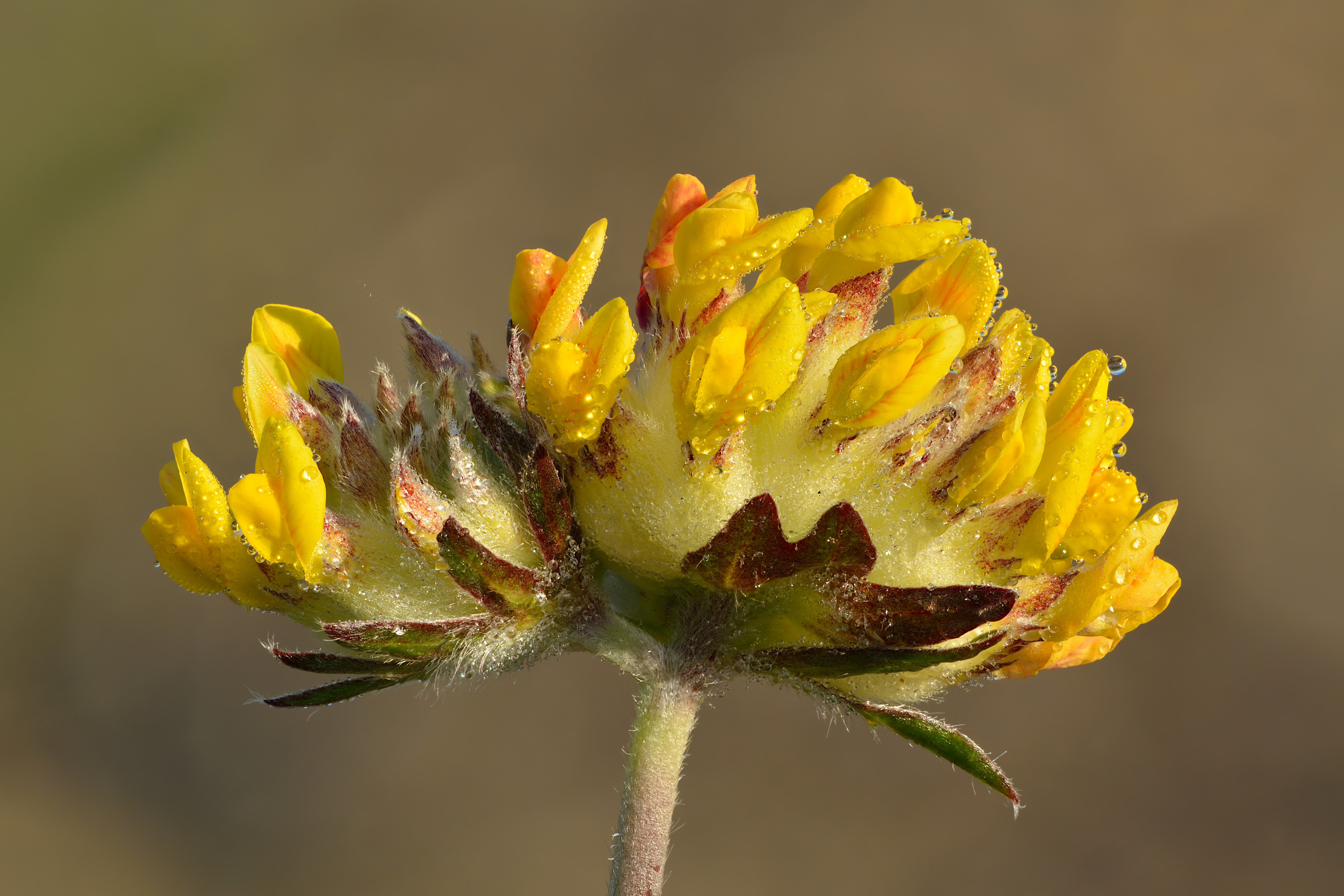
Květenství

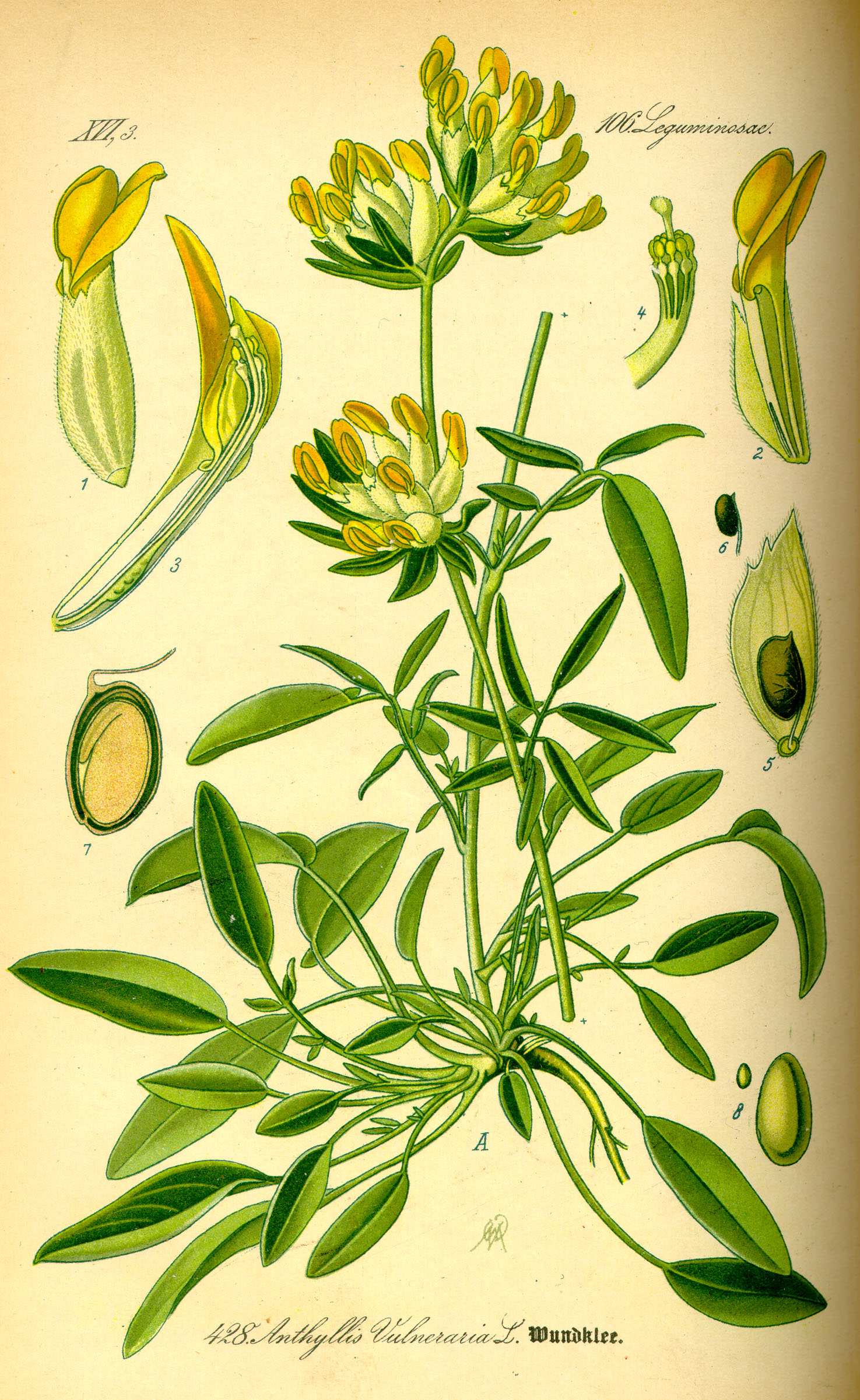
Ilustrace a anatomie

Roste v Evropě od Islandu po Středozemní moře, ale i v Africe (pohoří Atlas, Etiopie) či Asii (od Malé Asie až po Írán), obvykle na suchých místech, vápnitých půdách a v nižších nadmořských výškách, ale vyskytuje se i v alpských oblastech do nadmořské výšky 3000 metrů.

## Použití
Její nať se používá na povzbuzení organismu, na obklady na špatně se hojící rány, či k výplachům úst při nemoci dásní.

## Poddruhy
Tento druh má množství poddruhů, z nichž některé někteří autoři považují za samostatné druhy. Neúplný seznam poddruhů:
- A. vulneraria subsp. abyssinica (Sagorski) Cullen
- A. vulneraria subsp. alpestris (Kit.) Asch. et Gr.
- A. vulneraria subsp. baldensis (Kerner) Becker
- A. vulneraria subsp. busambarensis (Lojac.) Pign.
- A. vulneraria subsp. carpatica (Pant.) Nyman
- A. vulneraria subsp. forondae (Sennen) Cullen
- A. vulneraria subsp. iberica (W.Becker) Jalas
- A. vulneraria subsp. maura (Beck) Lindb.
- A. vulneraria subsp. polyphylla (D.C.) Nyman
- A. vulneraria subsp. polyphylla (D.C.) Nyman x affinis Brittinger ex Kerner
- A. vulneraria subsp. praepropera (Kerner) Bornm.
- A. vulneraria subsp. praepropera (Kerner) Borm. x adriatica Beck
- A. vulneraria subsp. pulchella (Vis.) Bornm.
- A. vulneraria subsp. vulneraria
- A. vulneraria subsp. vulnerarioides (All.) Arcang.
- A. vulneraria subsp. vulnerarioides (All.) Arcang. x bonjeanii Beck
- A. vulneraria subsp. weldeniana (Rchb.) Cullen
- A. vulneraria subsp. weldeniana (Rchb.) Cullen x tricolor Vukot.
- A. vulneraria subsp. weldeniana (Rchb.) Cullen x versicolor Sagorski
- A. vulneraria subsp. valesiaca (Becker) Guyot